# 布拉堪天文台
維克托·安巴楚勉布拉堪天文台是一個亞美尼亞的天文台，屬於亞美尼亞科學院管轄。位於亞美尼亞阿拉加茨山坡上的村莊布拉堪。

## 歷史
布拉堪天文台於1946年由蘇聯籍亞美尼亞天文學家維克托·安巴楚勉建立，是蘇聯的天文中心之一。該天文台是由建築師塞缪尔·萨法里安（Samvel Safarian）設計。該天文台於1947年發現特殊的星團－星協、超過一千顆耀星、數十顆超新星、數百個赫比格-哈羅天體和彗狀星雲、數百個星系。在蘇聯解體以後布拉堪天文台運作出現困難。
該台於1951年11月舉辦第一次研討會，主題是星協。1956年9月19日舉辦一個關於不穩定恆星的會議。當地也曾經是搜寻地外文明计划的兩個重要會議地點，並被認為是區域性天文研究中心。

### 歷任台長[1]
- 維克托·安巴楚勉（1946－1988年）
- E.Ye. Khachikian（1988－1993年）
- H.A. Harutyunian（1993－1994年）
- A.R. Petrosian（1994－1999年）
- E.Ye. Khachikian（1999－2003年）
- H.A. Harutyunian（2003－現任）

## 設備
布拉堪天文台的主要望遠鏡是口徑2.6公尺的卡塞格林反射鏡，另有兩台口徑1公尺和50公分的施密特攝星儀，以及其他口徑更小的望遠鏡。

## 研究成果
1965年時使用該台的施密特攝星儀進行第一次布拉堪巡天。該次巡天找到了1500個核心紫外線輻射超量星系，被稱為馬克仁星系（Markarian galaxies）。這些星系的數字編號前都有 "Markarian" 或 "Mrk"，例如馬卡良501（Mrk 501）。
1978年的第二次布拉堪巡天則是尋找類星體、光譜有發射線的星系和紫外線超量星系。

## 圖集

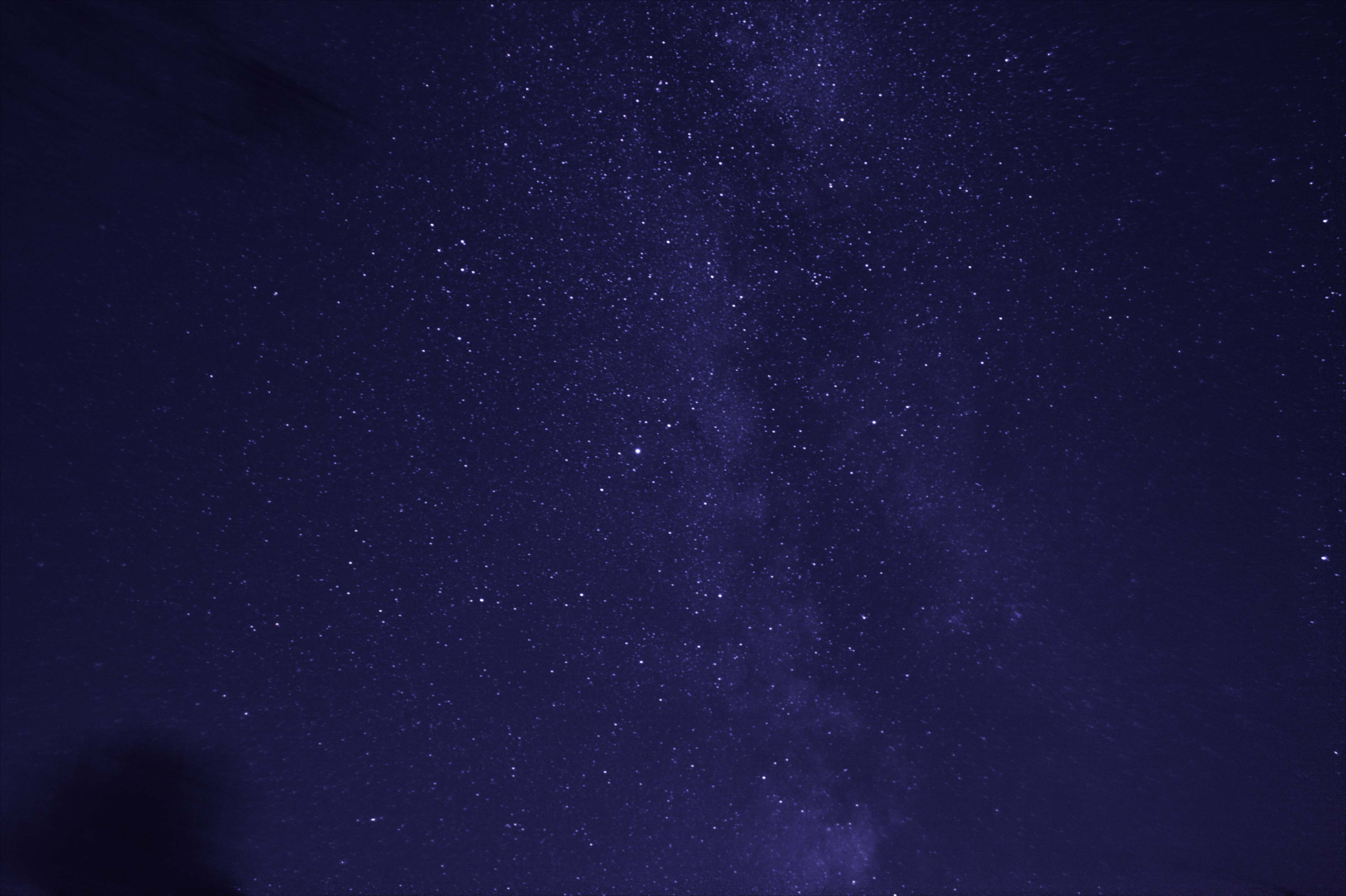
布拉堪天文台的夜空
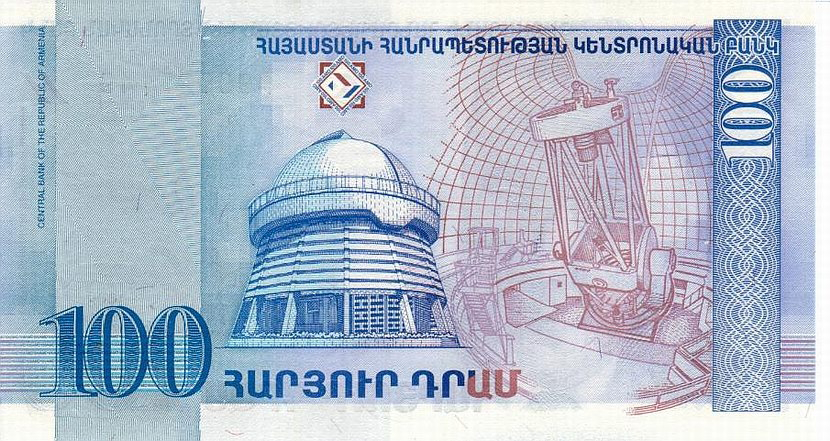
面額100亞美尼亞德拉姆紙鈔上的布拉堪天文台

## 外部連結
- 官方网站